# 2007
2007 (MMVII) година е обикновена година, започваща в понеделник според Григорианския календар.
Съответства на:
- 1456 година по Арменския календар
- 6757 година по Асирийския календар
- 2957 година по Берберския календар
- 1369 година по Бирманския календар
- 2551 година по Будисткия календар
- 5767 – 5770 година по Еврейския календар
- 1999 – 2000 година по Етиопския календар
- 1385 – 1386 година по Иранския календар
- 1428 – 1429 година по Ислямския календар
- 4703 – 4704 година по Китайския календар
- 1723 – 1724 година по Коптския календар
- 4340 година по Корейския календар
- 2760 години от основаването на Рим
- 2550 година по Тайландския слънчев календар
- 96 година по Чучхе календара

## Събития

### Януари
- 1 януари – Присъединяване на България и Румъния към Европейския съюз.
- 1 януари – Словения приема еврото за своя официална валута на мястото на толара.
- 1 януари – Ангола се присъединява към ОПЕК.
- 1 януари – Забранено е тютюнопушенето на обществени места в Хонконг.
- 3 януари – Бившият президент на САЩ Джералд Форд е погребан в Гранд Рапидс, Мичиган.
- 6 – 21 януари – „Рали Дакар“ 2007.
- 8 януари – Руските нефтени доставки за Полша, Германия и Украйна са прекъснати за три дни поради ескалацията в руско-беларуския енергиен конфликт; подновени са след три дни.
- 11 януари – Виетнам се присъединява към Световната търговска организация като нейния 150-и член.
- 11 януари – Китай успешно тества балистична ракета, способна да разруши сателити в орбита, като получава за това критики от множество страни.
- 12 януари – Посолството на САЩ в Атина е обстреляно с РПГ.
- 17 – 18 януари – Ураганът Кирил вилнее из голяма част от Европа.
- 22 януари – При бомбардировка на магазин в Багдад умират 88 души.
- 28 януари – 4 февруари – 6-и Азиатски зимни игри, провели се Чанчун (Китай).

### Февруари
- 8 февруари – Циганският активист и танцьор на Фламенко Хоакин Кортес става посланик на циганите в ЕС.
- 11 февруари – Референдум в Португалия за легализиране на аборта.

### Март
- 1 март – Начало на международната полярна година.
- 1 март – Начало на второто Московско биенале за модерно изкуство.
- 7 март – Самолетът при полет 200 на „Гаруда Индонезия“ се разбива по време на кацане на международното летище „Адисутджипто“, Индонезия и убива 21 души.
- 25 март – В Берлин е отпразнувана 50-годишнината от подписването на Римския договор от министрите на всички държави членки на ЕС.

### Април
- 2 април – Забранено е тютюнопушенето в закритите обществени помещения е Уелс.
- 17 април – Избран е домакинът на Азиатските игри през 2014 година – Инчхън (Южна Корея).
- 21 април – Президентски избори в Нигерия.
- 23 април – До 22 април 2008 година Богота (Колумбия) е световна столица на книгата.
- 24 април – В град Мексико са легализирани абортите.
- 27 април – Президентски избори в Турция.

### Май
- 5 май – Самолетът при полет 570 на „Кения Еъруейс“ се разбива след излитане от международното летището „Дуала“, Камерун и убива всички 114 на борда, което го прави най-смъртоносната самолетна катастрофа в Камерун.
- 16 май –  Генералната асамблея на ООН обявява 2008 за Международна година на езиците.
- 20 май – Шейх Мохамед бин Рашид ал-Мактум, емир на Дубай, прави едно от най-големите благотворителни дарения в историята като дарява 7,41 милиарда евро за образователна фондация в Близкия изток.

### Юни
- 5 юни – Сондата на НАСА МЕСИНДЖЪР прави второ преминаване край Венера, в 23:08 (UTC), на височина 338 km.

### Юли
- 17 юли – Самолетът при полет 3054 на „Ти Ей Ем Еърлайнс“ се разбива в склад след кацане в края на пистата на летище Летище Сао Пауло–Конгоняс и убива 199 души.
- 24 юли – българските медици от Либия са освободени от затвора.
- 21 юли – излиза на английски език последната седма част от поредицата за Хари Потър – „Хари Потър и Даровете на Смъртта“.

### Август
- 5 август – дебютира южнокорейската идол група „Гърлс Дженерейшън“

### Септември
- 14 септември – Изстрелян е Кагуя (SELENE), вторият космически апарат изпратен от Япония до Луната.
- 16 септември – Самолетът при полет 269 „Уан Ту Гоу Еърлайнс“ се разбива в Тайланд и убива 90 от общо 130 души на борда.

### Октомври
- 28 октомври – местни избори в България
- Провежда се най-масовата в историята на България учителска стачка, с искане за по-високо заплащане в сектора на образованието.

### Ноември
- 5 ноември – Започва Стачката на Гилдията на сценаристите на Америка, която приключва на 12 февруари 2008 г.

### Декември
- 21 декември – Естония, Латвия, Литва, Малта, Полша, Словакия, Словения, Унгария и Чехия стават част от шенгенското пространство.

## Родени
- 14 март – Симеон-Хасан Муньос, внук на Симеон Сакскобургготски

## Починали
- Дмитрий Пригов, руски поет и художник (р. 1940 г.)
- Стоян Върбанов, български републикански шампион по борба (р. 1930 г.)

### Януари
- 4 януари – Сандро Салвадоре, италиански футболист
- 10 януари
  - Карло Понти, италиански кинорежисьор (р. 1912 г.)
  - Елена Георгиева, българска езиковедка
- 11 януари
  - Робърт Антон Уилсън, американски писател
  - Стоян Цветков, български аграрен учен
- 12 януари – Юрг Федершпил, швейцарски писател (р. 1931 г.)
- 15 януари – Барзан Ибрахим Тикрити, иракски политик (р. 1951 г.)
- 18 януари – Марко Семов, български писател и публицист
- 19 януари – Хрант Динк, арменски писател и журналист (р. 1954 г.)
- 21 януари – Мария Чонкан, румънска лекоатлетка (р. 1977 г.)
- 23 януари – Ришард Капушчински, полски журналист
- 27 януари – Марчелин Бертран, американска актриса (р. 1950 г.)
- 28 януари – Леон Суружон, български цигулар и педагог
- 30 януари – Сидни Шелдън, американски писател (р. 1917 г.)

### Февруари
- 8 февруари – Ана Никол Смит, американски модел и актриса (р. 1967 г.)
- 16 февруари – Яков Линд, австрийско-английски писател (р. 1927 г.)
- 18 февруари – Георги Баев, български художник (р. 1924 г.)
- 28 февруари – Лий Едингс, американска писателка (р. 1937 г.)

### Март
- 2 март – Анри Троая, френски историк и биограф (р. 1911 г.)
- 15 март – Христо Малинов, български писател (р. 1917 г.)
- 17 март – Емил Трифонов – Кембълът, български телевизионен и радиоводещ (р. 1964 г.)
- 22 март – Владимир Аврамов, български цигулар и педагог (р. 1909 г.)
- 26 март – Борис Димовски, български художник-карикатурист (р. 1925 г.)

### Април
- 2 април – Божин Ласков, български футболист (р. 1922 г.)
- 11 април – Кърт Вонегът, американски писател и художник (р. 1922 г.)
- 13 април – Златина Тодева, българска актриса (р. 1926 г.)
- 16 април – Чо Сюн Ху, масов убиец от южнокорейски произход (р. 1984 г.)
- 17 април – Христо Христов, български кино и театрален режисьор (р. 1926 г.)
- 23 април – Борис Елцин, политик и първи президент на Русия (р. 1931 г.)
- 27 април – Мстислав Ростропович, руски виолончелист и диригент (р. 1927 г.)
- 30 април
  - Гриша Островски, български актьор и режисьор (р. 1918 г.)
  - Грегори Льомаршал, френски музикант (р. 1983 г.)

### Май
- 1 май – Захари Медникаров, български хоров диригент (р. 1924 г.)
- 3 май – Уоли Шира, американски астронавт (р. 1923)
- 12 май – Кунка Баева, българска актриса (р. 1922 г.)
- 18 май – Пиер-Жил дьо Жен, френски физик, лауреат на Нобелова награда за физика през 1991 година (р. 1932)
- 19 май – Ханс Волшлегер, немски писател (р. 1935 г.)
- 20 май – Стенли Милър, американски химик (р. 1930)
- 24 май – Волфганг Бехлер, немски поет и белетрист (р. 1925 г.)
- 28 май
  - Йорг Имендорф, германски художник (р. 1945 г.)
  - Дейвид Лейн, американски неонацист (р. 1938)
- 30 май – Делчо Делчев, български генерал (р. 1920 г.)

### Юни
- 2 юни – Волфганг Хилбиг, немски писател (р. 1941 г.)
- 8 юни
  - Ибрахим Касимов, български агроном, професор (р. 1938 г.)
  - Богомил Райнов, български писател (р. 1919 г.)
- 14 юни – Курт Валдхайм, австрийски политик (р. 1918 г.)
- 24 юни
  - Георги Мандичев, български инженер (р. 1932 г.)
  - Крис Беноа, канадски кечист (р. 1967 г.)
- 26 юни – Лев Безименски, руски писател (р. 1920 г.)

### Юли
- 3 юли – Алис Тимандер, шведска зъболекарка и киноактриса (р. 1915 г.)
- 11 юли – Лейди Бърд Джонсън, първа дама на САЩ (1963 – 1969) (р. 1912 г.)
- 19 юли – Васил Метев, български физик (р. 1931 г.)
- 30 юли
  - Теоктист, румънски патриарх (р. 1915 г.)
  - Микеланджело Антониони, италиански кинорежисьор (р. 1912 г.)
  - Ингмар Бергман, шведски сценарист и кинорежисьор (р. 1918 г.)
- в края на юли – Сергей Антонов, български дипломат (р. 1948 г.)

### Август
- 4 август – Константин Коцев – Пацо, български актьор (р. 1926 г.)
- 9 август
  - Живко Бояджиев, български езиковед (р. 1936 г.)
  - Улрих Пленцдорф, немски писател (р. 1934 г.)
- 14 август – Тихон Хренников, руски съветски композитор (р. 1913 г.)
- 16 август – Макс Роуч, американски джазмузикант и композитор (р. 1924 г.)
- 18 август – Владилен Попов, български шахматист и журналист (р. 1935 г.)
- 27 август – Ема Пенеля, испанска актриса (р. 1930 г.)
- 28 август – Антонио Пуерта, испански футболист (р. 1984 г.)

### Септември
- 2 септември – Сафет Исович, босненски музикант (р. 1936 г.)
- 6 септември – Лучано Павароти, италиански оперен певец (р. 1935 г.)
- 8 септември – Христо Вълчанов, български футболист (р. 1932 г.)
- 15 септември – Пейчо Пеев, български шахматист (р. 1940 г.)
- 16 септември – Робърт Джордан, американски писател (р. 1948 г.)
- 22 септември – Марсел Марсо, френски мим (р. 1923 г.)
- 24 септември – Андре Горц, френски журналист и философ (р. 1923 г.)
- 30 септември – Иван Станчев, български астролог и медийна личност (р. 1968 г.)

### Октомври
- 1 октомври – Мариане Фриц, австрийска писателка (р. 1948 г.)
- 4 октомври – проф. Емил Камиларов, български цигулар и музикален педагог (р. 1928 г.)
- 5 октомври – Валтер Кемповски, немски писател (р. 1929 г.)
- 9 октомври – Николай Кънчев, български поет и преводач (р. 1936 г.)
- 11 октомври – Шри Чинмой, мистик, духовен водач и деец за мир (р. 1931 г.)
- 16 октомври – Тоше Проески, македонски поп-певец (р. 1981 г.)
- 19 октомври – Ян Волкерс, холандски писател, художник и колумнист (р. 1925 г.)
- 20 октомври – Вили Цанков, български театрален и кинорежисьор (р. 1924 г.)
- 22 октомври
  - Ев Кюри, френска писателка (р. 1904 г.)
  - Петър Ебен, чешки композитор (р. 1929 г.)

### Ноември
- 1 ноември – Пол Тибетс, американски генерал (р. 1915 г.)
- 3 ноември – Александър Дедюшко, руски актьор (р. 1962 г.)
- 10 ноември – Норман Мейлър, американски писател и публицист, двукратен носител на „Пулицър“. (р. 1923 г.)
- 11 ноември – Делбърт Ман, американски режисьор, носител на „Оскар“ (1955) (р. 1920 г.)
- 21 ноември – Сотир Майноловски, български актьор (р. 1930 г.)
- 22 ноември – Морис Бежар, френски балетист и хореограф (р. 1927 г.)
- 23 ноември – Владимир Крючков, руски офицер и политик (р. 1924 г.)
- 28 ноември – Доньо Донев, български художник, сценарист и режисьор (р. 1929 г.)

### Декември
- 10 декември – Григорий Климов, руски писател (р. 1918 г.)
- 12 декември
  - Ясен Пенчев, български политик (р. 1955 г.)
  - Айк Търнър, американски музикант (р. 1931 г.)
- 16 декември – Атанас Джурджев, български кардиолог (р. 1941 г.)
- 23 декември – Оскар Питърсън, канадски джазов музикант (р. 1925 г.)
- 27 декември – Беназир Бхуто, пакистански политик (р. 1953 г.)

## Нобелови награди
- Физика – Албер Фер, Петер Грюнберг
- Химия – Герхард Ертъл
- Физиология или медицина – Марио Капеки, Мартин Евънс, Оливър Смитис
- Литература – Дорис Лесинг
- Мир – Ал Гор, Междуправителствен панел за климатични промени
- Икономика – Леонид Хървиц, Ерик Маскин, Роджър Майърсън

——
Вижте също:
- календара за тази година